# Священный дым
«Священный дым» (англ. Holy Smoke!) — драма 1999 года режиссёра Джейн Кэмпион, которая также является соавтором сценария вместе со своей сестрой Анной. Подростки до 17 лет допускаются на фильм только в сопровождении одного из родителей.

## Сюжет
Во время туристической поездки в Индию молодая австралийка Рут Бэррон (Кейт Уинслет) попадает под влияние местного гуру по имени Баба и становится последовательницей его учения. Она выглядит счастливой, потому что нашла смысл жизни и настоящую любовь. Узнав, что их дочь Рут сожгла свой обратный билет и собирается посвятить свою жизнь служению в религиозной общине, родители решают придумать историю, что у отца Рут случился сердечный удар и он находится при смерти. Мать Рут — Мириам отправляется за ней в Индию в надежде уговорить дочь вернуться домой, но безуспешно. В Индии у Мириам случается серьёзный приступ астмы и только после этого Рут соглашается сопроводить её домой в Австралию.
Тем временем родители Рут, чтобы вернуть её к обычной жизни, нанимают американского эксперта по депрограммированию Пи Джей Уотерса (Харви Кейтель). По специальной авторской методике Уотерс, уверенный в своем успехе, изолирует Рут, лишает её книг, атрибутов, сари и таким образом пытается медленно разрушить её веру в Бабу. Но вскоре он понимает, что проигрывает сражение, что его стройная система бессильна там, где вспыхнуло пламя страсти…

## В ролях
- Кейт Уинслет — Рут Баррон
- Харви Кейтель — Пи Джей Уотерс
- Джули Хэмилтон — Мириам Баррон
- Тим Робертсон — Гилберт Баррон
- Софи Ли — Ивонна
- Дэниэл Уилли — Робби
- Пол Годдард[англ.]* — Тим

## Саундтрек
Музыку к фильму написал итальянский композитор Анджело Бадаламенти. Так же в официальное издание СD вошли композиции Нила Даймонда, Энни Леннокс, а также песня 1956 года I Put a Spell on You, написанная Скримин Джей Хокинсом и исполненная австралийской группой The Angels.

### Список композиций
1. Holy Holy (Neil Diamond) — 4:29
2. Betrayal Of Ruth (Angelo Badalamenti) — 2:27
3. Love Journey (Angelo Badalamenti) — 3:23
4. Moonrise (Angelo Badalamenti) — 2:16
5. Kiss All Around It (Angelo Badalamenti) — 1:56
6. Waitin, Reaching, Seeking (Angelo Badalamenti) — 3:52
7. Waltz In The Desert (Angelo Badalamenti) — 2:12
8. Snappy Lipstick (Angelo Badalamenti) — 2:08
9. Hallucination (Angelo Badalamenti) — 2:10
10. I Put A Spell On You The Angels — 4:01
11. The Celebration (Angelo Badalamenti) — 2:47
12. Montage Finale (Angelo Badalamenti) — 4:54
13. Primitive (Annie Lennox) — 4:17
14. Maya, Mayi, Ma (Angelo Badalamenti) — 6:50